# Stake (casino en ligne)
Pour les articles homonymes, voir Stake.
Stake est un casino en ligne australo-curacien. Il est exploité par Medium Rare NV, une société constituée à Curaçao où elle détient une licence de casino en ligne. Il s'agit d'une entreprise mondiale avec des bureaux en Serbie, en Australie, à Chypre et du personnel dans le monde entier.

## Histoire
En 2016, Ed Craven (en) et Bijan Tehrani ont créé Easygo, une société qui développait des jeux pour les casinos en ligne. Les deux ont contribué à la création de Stake, fondée en 2017.
Stake est bloqué dans plusieurs pays comme la France, les États-Unis, le Royaume-Uni, l'Australie, les Pays-Bas, le Portugal, la Slovaquie, l'Iran, la Corée du Nord, la Corée du Sud, la Serbie, la Syrie, l'Italie, la Tchéquie et la Turquie.
En juin 2023, un juge fédéral de Manhattan a rejeté une poursuite de 580 millions de dollars contre Stake en raison de problèmes de compétence. Le plaignant, Christopher Freeman, était l'un des premiers associés de Ed Craven (en) et Bijan Tehrani, alléguant qu'il avait été exclu de l'entreprise et induit en erreur en utilisant des tactiques illégales.
Le 4 septembre 2023, plus de 41 millions de dollars de fonds ont été volés dans l'un des portefeuilles Ethereum de la société dans le cadre d'un piratage apparent. Le Federal Bureau of Investigation a attribué le piratage au groupe nord-coréen Lazarus.

## Sponsors
Depuis mars 2022, le rappeur Drake a un contrat avec Stake
En janvier 2023, l'équipe Alfa Romeo F1 a annoncé que Stake serait son sponsor titre dans le cadre d'un accord pluriannuel, l'équipe étant renommée « Alfa Romeo F1 Team Stake ». L'accord de sponsoring s'est poursuivi avec Sauber après le départ d'Alfa Romeo de la Formule 1 à la fin de la saison 2023. Sauber est entré dans les saisons 2024 et entrera dans les saisons 2025 sous le nom de "Stake F1 Team Kick Sauber", mais reste "Stake F1 Team" au quotidien.